# Bovini
Bovini – plemię ssaków z podrodziny wołowatych (Bovinae) w obrębie rodziny wołowatych (Bovidae).

## Rozmieszczenie geograficzne
Plemię obejmuje gatunki występujące w Eurazji, Afryce i Ameryce Północnej.

## Podział systematyczny
Do plemienia należą następujące występujące współcześnie rodzaje:
- Bos Linnaeus, 1758 – bydło
- Bubalus C.H. Smith, 1827 – wół
- Syncerus B.H. Hodgson, 1847 – bawół – jedynym żyjącym współcześnie przedstawicielem jest Syncerus caffer (Sparrman, 1779) – bawół afrykański
- Pseudoryx Vu Van Dung, Pham Mong Giao, Nguyen Ngoc Chinh, Do Tuoc, Arctander & Mackinnon, 1993 – saola – jedynym przedstawicielem jest Pseudoryx nghetinhensis Vu Van Dung, Pham Mong Giao, Nguyen Ngoc Chinh, Do Tuoc, Arctander & MacKinnon, 1993 – saola wietnamska

Opisano również szereg rodzajów wymarłych:

- Adjiderebos Dubrovo & Burchak-Abramovich, 1984[27] – jedynym przedstawicielem był Adjiderebos cantabilis Dubrovo & Burchak-Abramovich, 1984
- Alephis Gromolard, 1980[28]
- Brabovus Gentry, 1987[29] – jedynym przedstawicielem był Brabovus nanincisus Gentry, 1987
- Eosyncerus Vekua, 1972[30] – jedynym przedstawicielem był Eosyncerus ivericus Vekua, 1977
- Epileptobos Hooijer, 1956[31] – jedynym przedstawicielem był Epileptobos groeneveldtii (Dubois, 1908)
- Grevenobos Crégut-Bonnoure & Tsoukala, 2017[32] – jedynym przedstawicielem był Grevenobos antiquus Crégut-Bonnoure & Tsoukala, 2017
- Hemibos Rütimeyer, 1865[33]
- Ioribus Vekua, 1972[34] – jedynym przedstawicielem był Ioribos aceros Vekua, 1977
- Jamous Geraads, Blondel, Mackaye, Likius, Vignaud & Brunet, 2009[35] – jedynym przedstawicielem był Jamous kolleensis Geraads, Blondel, Mackaye, Likius, Vignaud & Brunet, 2009
- Leptobos Rütimeyer, 1878[36]
- Parabos Arambourg & Piveteau, 1929[37]
- Pelorovis Reck, 1925[38]
- Platycerabos Barbour & Schultz, 1942[39] – jedynym przedstawicielem był Platycerabos dodsoni (Barbour & Schultz, 1941)
- Proamphibos Pilgrim, 1939[40]
- Probibos Koenigswald, 1950[41] – jedynym przedstawicielem był Probibos djulangensis Koenigswald, 1950
- Probison Sahni & Khan, 1968[42] – jedynym przedstawicielem był Probison dehmi Sahni & Khan, 1968
- Proleptobos Pilgrim, 1939[43] – jedynym przedstawicielem był Proleptobos birmanicus Pilgrim, 1939
- Protobison Burchak-Abramovich, Gadzhiev & Vekua, 1980[44] – jedynym przedstawicielem był Protobison kuschkunensis Burchak-Abramovich, Gadzhiev & Vekua, 1980
- Samokeros Solounias, 1981[45] – jedynym przedstawicielem był Samokeros minotaurus Solounias, 1981
- Simatherium Dietrich, 1941[46]
- Ugandax Cooke & Coryndon, 1970[47]
- Urmiabos Burchak-Abramovich, 1950[48] – jedynym przedstawicielem był Urmiabos azerbaidzanicus Burchak-Abramovich, 1950